# 知識之家
知识之家或知識殿堂（阿拉伯语： دار العلم，罗马化：  Dār al-ʿIlm）是埃及歷史上的一個圖書館和學院，由法蒂玛王朝于公元 1004 年在开罗建造。知识之家最初是一座图书馆，同年由法蒂玛王朝的伊玛目哈里发哈基姆·比阿穆爾·阿拉改建为一所國立大學。
为了保存伊斯兰的知识传统，法蒂玛王朝收藏了各种主题的书籍，他们的图书馆吸引了世界各地学者的注意。哈基姆非常支持学习，他免费为所有想在那里学习的人提供纸张、笔、墨水和墨水瓶。

## 對照參考
- 智慧之家